# Борисов, Михаил Алексеевич (лётчик)
Михаил Алексеевич Бори́сов (1917—1942) — советский лётчик-истребитель морской авиации ВМФ СССР, совершивший двойной таран в годы Великой Отечественной войны, Герой Советского Союза (6.05.1965, посмертно). Младший лейтенант (1940).

## Биография
Родился 11 ноября 1917 года в селе Топтыково (ныне — Чаплыгинский район Липецкой области) в крестьянской семье. В 1931 году переехал в Москву. В 1934 году вступил в ВЛКСМ. Окончил 6 классов средней школы № 2 в 1932 году и школу ФЗУ при Московском вагоноремонтном заводе имени Вайтовича. Работал столяром на заводе учеником столяра, одновременно занимался в аэроклубе. 
В 1938 году призван на службу в Рабоче-крестьянскую Красную Армию. В 1939 году окончил 2-ю Борисоглебскую военную авиационную школу имени Чкалова, служил сначала младшим лётчиком в 162-м разведывательном авиационном полку в ВВС Белорусского Особого военного округа, вскоре переведён старшим лётчиком в 126-й истребительный авиаполк ПВО того же округа. Член ВКП(б) с 1939 года. В конце 1940 года во время патрулирования в составе звена самолётов «И-16» перехватил немецкий самолёт-разведчик «Ju-88» и заставил его приземлиться, за что 2 ноября 1940 года был уволен из рядов Вооружённых сил, работал инструктором-лётчиком во Фрунзенском аэроклубе Москвы.
Сразу после начала Великой Отечественной войны в июне 1941 года вновь был призван в РККФ. Проходил службу инструктором-лётчиком во 2-м запасном авиаполку ВВС ВМФ. В феврале 1942 года был назначен пилотом, а уже в апреле — командиром звена 62-го истребительного авиаполка Черноморского флота. С апреля по июль 1942 года был прикомандирован к 9-му истребительному авиаполку ВМФ, затем вернулся в свой 62-й иап. 
С апреля 1942 года — на фронтах Великой Отечественной войны. Выполнил 102 боевых вылета. Летал на прикрытие с воздуха Главной военно-морской базы в Севастополе с аэродрома Мысхако в районе Новороссийска, производил воздушную разведку во вражеском тылу, сопровождал бомбардировщики и штурмовики. 7 июля 1942 года Борисов в паре со своим ведомым, сержантом Низовским, сбил воздушный самолёт-разведчик «Ju-88», фотографировавший военные объекты Новороссийска. 9 августа в воздушном бою у Новороссийска сбил «He-111». Некоторые авторы утверждают, что к 10 августа 1942 года на счету М. А. Борисова были 2 личные и 1 групповая победы.
10 августа (в ряде вторичных документов о потерях указывается ошибочная дата — 10 июля, перешедшая затем и в публикации о М. А. Борисове) 1942 года  Борисов в паре с сержантом Холявко вылетел на самолёте «ЛаГГ-3» с аэродрома Геленджик на перехват группы из 5 немецких бомбардировщиков, приближавшихся к Новороссийску. Обнаружив их, Борисов с ходу сбил (по некоторым публикациям —— повредил) ведущего, а Холявко — сбил замыкающего, в результате чего строй самолётов рассыпался. Стремясь не пропустить противника к Новороссийску, Борисов пошёл на воздушный таран. Зайдя сзади снизу к ближайшему бомбардировщику, он врезался ему в хвост. Оба самолёта начали разваливаться в воздухе, и тогда Борисов направил свой горящий самолёт на второй бомбардировщик, летевший ниже, протаранив его в крыло, совершив тем самым редкий в боевой практике двойной таран. Немецкими документами подтверждается как минимум уничтожение одного Не-111Н-6 (w/n 7063) обер-лейтенанта Фридриха Фогеля, принадлежавшего штабу 55-й бомбардировочной эскадры — о таране донесли экипажи уцелевших бомбардировщиков; весь экипаж (5 человек) погиб. О таране второго «Хенкеля» подобного подтверждения нет, но поскольку 10 августа в районе Новороссийска шли многочисленные воздушные бои, в которых было сбито несколько немецких самолётов, то недостоверным признать факт тарана также нет оснований. По мнению некоторых авторов, гибель второго немецкого бомбардировщика могла произойти от столкновения с воздухе с падающим самолётом Борисова или с обломками одного из этих самолётов.. При этом таране сам младший лейтенант М. А. Борисов погиб.
Указом Президиума Верховного Совета СССР от 6 мая 1965 года за «образцовое выполнение боевых заданий командования на фронтах борьбы с немецко-фашистскими захватчиками в годы Великой Отечественной войны и проявленные при этом отвагу и геройство» младшему лейтенанту Михаилу Алексеевичу Борисову посмертно присвоено звание Героя Советского Союза. 
Посмертно награждён орденом Ленина (6.05.1965).

## Память
- В честь Борисова названо село Борисовка Раздольненского района Крымской области.
- Стела с барельефом Героя установлена на Мемориале воинское славы в городе Чаплыгин.
- Приказом Министра обороны СССР Борисов был навечно зачислен в списки воинской части[4].
- На здании школы его родного села Топтыково установлена мемориальная доска.
- В городе Новороссийске одна из улиц в 1965 году названа именем М. А. Борисова[10], а также улица в Геленджике.